# Parafia św. Jakuba Apostoła w Raciechowicach
Parafia Świętego Jakuba Apostoła w Raciechowicach – rzymskokatolicka parafia należąca do dekanatu Dobczyce archidiecezji krakowskiej.